# Наклон на оста (астрономия)
Наклон на оста е астрономически термин, отнасящ се до ъгъла, сключен между оста на въртене на дадено небесно тяло и нормалата на неговата орбитална равнина. Нарича се още осова инклинация.
Земният наклон на оста е 23,45°. Ориентацията на оста се запазва една и съща в различните части на земната орбита – ефект, пораждащ земните сезони. Когато оста е наклонена в посока към Слънцето, в северното полукълбо е лято, защото получава повече светлина, отколкото южното. В обратния случай, когато оста е наклонена в посока, обратна на Слънцето, южното полукълбо получава повече светлина. Затова, когато в северното полукълбо е лято, в южното е зима и обратно.
Наклонът на земната ос на въртене към еклиптиката, както и ориентацията на самата ос, са непостоянни в дългосрочен план величини. Наклонът на оста варира от 22,5° до 24,5° с период от 41 700 години (бил е: 24,049° през 3300 пр.н.е., 23,443° през 1973 г., 23,439° през 2000 г.). Самата ос на въртене е подложена на прецесия, като се завърта около ос, перпендикулярна на еклиптиката, с период от 25 920 години. Други фактори, като гравитационното въздействие на други планети (най-вече Юпитер), могат също да изменят наклона на земната ос.
Прецесията на земната ос води до бавно изменение на настъпването на сезоните спрямо положението на Земята по нейната орбита – прецесия на равноденствията. Ефектът на прецесията върху климата на планетата зависи от ексцентрицитета на земната орбита – колкото е по-голям той, толкова по-резки изменения на климата могат да настъпят.